# 富郷渓谷
富郷渓谷（とみさとけいこく）は、愛媛県四国中央市の銅山川上流部に位置する渓谷である。
1954年（昭和29年）に金砂湖（柳瀬ダムのダム湖）とともに県の名勝に指定され、1961年（昭和36年）3月にはこれらの地域が金砂湖県立自然公園に指定された。県立自然公園指定後の1964年（昭和39年）に公園全域が三島嶺南鳥獣保護区に指定された。

## 概要
銅山川の上流約6kmにわたって変化に富んだ渓谷美が続く。中でも戻ヶ嶽（もどりがたけ）は、高さ60mを超える岩壁がそそり立ち、その岩の割れ目には赤マツ、岩ヒバなどが生育していて、まるで山水画を思わせる景勝地となっている。
戻ヶ嶽から旧道を上流へすぐの所に富郷キャンプ場が、さらに上流へ遡ると左に藤原橋が現れる。藤原橋の右岸橋台下には、長年に渡って銅山川の過流によって出来た巨大な猿飛の甌穴が見られる。藤原橋周辺は富郷渓谷屈指の紅葉スポットとなっている。
富郷渓谷の紅葉スポットは他に、県道6号猿田川橋付近などがある。

## アクセス
四国中央市街より国道319号及び愛媛県道6号を経由し車で約30分。名勝・戻ヶ嶽へは、愛媛県道6号足谷トンネル北口から旧道へ入り直ぐ対岸に見える。戻ヶ嶽看板近くから階段で対岸の岩場に降りる事が出来る。ベンチあり。